# Szerecsensáska
A szerecsensáska vagy változó sáska (Celes variabilis) a sáskafélék családjába tartozó, Eurázsiában honos sáskafaj.

## Megjelenése
A szerecsensáska testhossza a hím esetében 16-26 mm, a nőstény 23-28 mm. Közepes termetű, zömök testalkatú faj. A hím sötétbarna vagy fekete, foltos mintázata csak gyengén kivehető. A nőstény szürkésbarna, pöttyökből és foltokból álló sötétebb mintázattal. A torpajzs kiemelkedő gerincén középen kis keresztrovátka figyelhető meg. Hátsó lábszára fekete vagy szürke. A szárnyak elérik vagy kissé túlhaladják a hátsó térdet. Az elülső szárnyakon egy vagy két keresztsáv látszik (főleg a nőstényeknél). A hátsó szárny nagy része rózsaszín vagy vörös (ritkán kék), a csúcsa fekete vagy füstösbarna. 
Nem ciripel, a hímek repülés közben halk, zümmögő hangot adnak ki.

### Hasonló fajok
A kerepelő sáska hasonlít rá, nősténye az olaszsáskával és a homoki olaszsáskával is összetéveszthető. 

## Elterjedése
Eurázsiában honos Észak-Spanyolországtól Közép-Ázsiáig. Délkelet-Európában, a Dél-Balkánon a leggyakoribb, de populációi itt is szigetszerűek. Elterjedésének északi határát Ausztria Burgenland tartományában és Magyarországon éri el. Magyarországon ritka, az Alföldön, a Bakonyban, a Balaton-felvidéken élnek állományai.

## Életmódja
Meleg, napsütötte, ritkás vegetációjú ürmös-szikes puszták, homokpuszták, kopár legelők és sziklagyepek lakója. Alapvetően növényevő, de elpusztult rovarokat, csigákat is fogyaszt. A talajszinten tartózkodik, felzavarva 5-10 méteres repülésekkel menekül. A legeltetés különösebben nem zavarja. 
Kifejlett példányaival június végétől októberig találkozhatunk. Az áttelelő petékből már áprilisban kikelnek lárvái. 
Magyarországon védett, természetvédelmi értéke 5000 Ft.

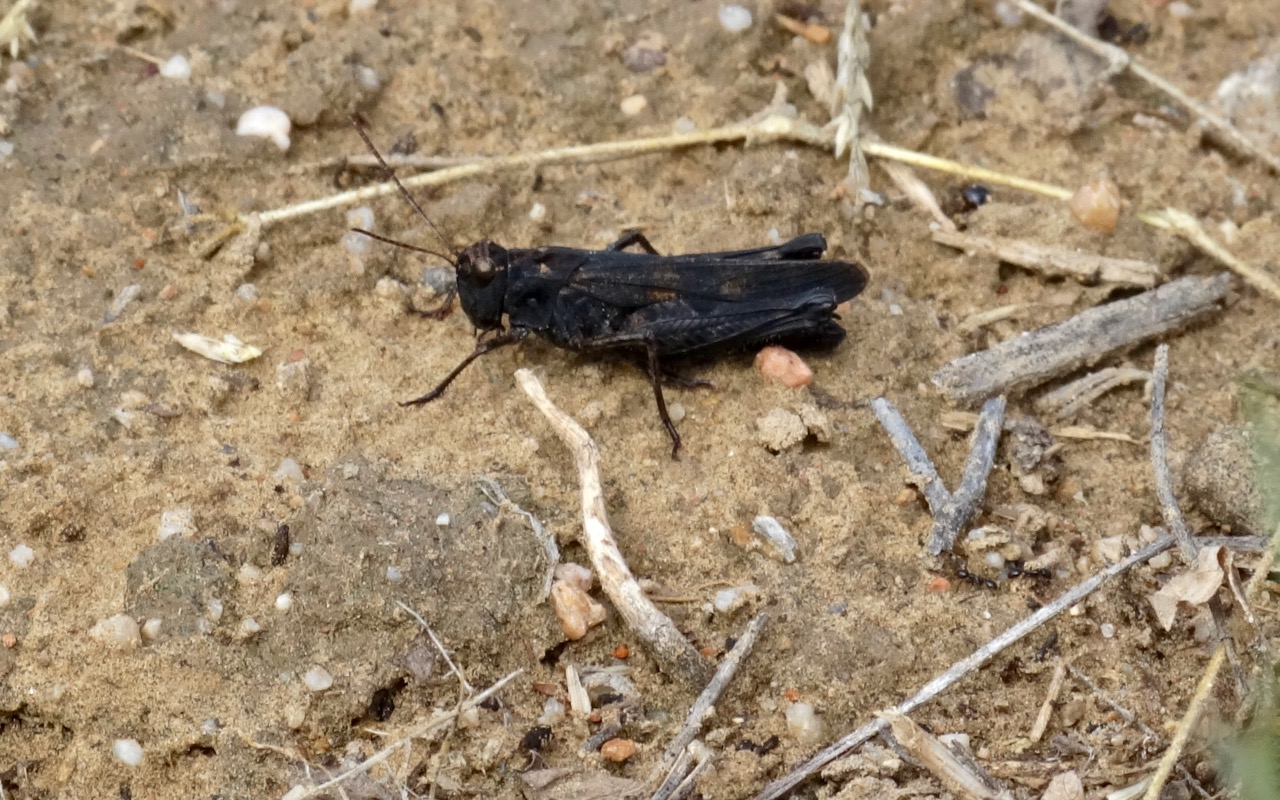
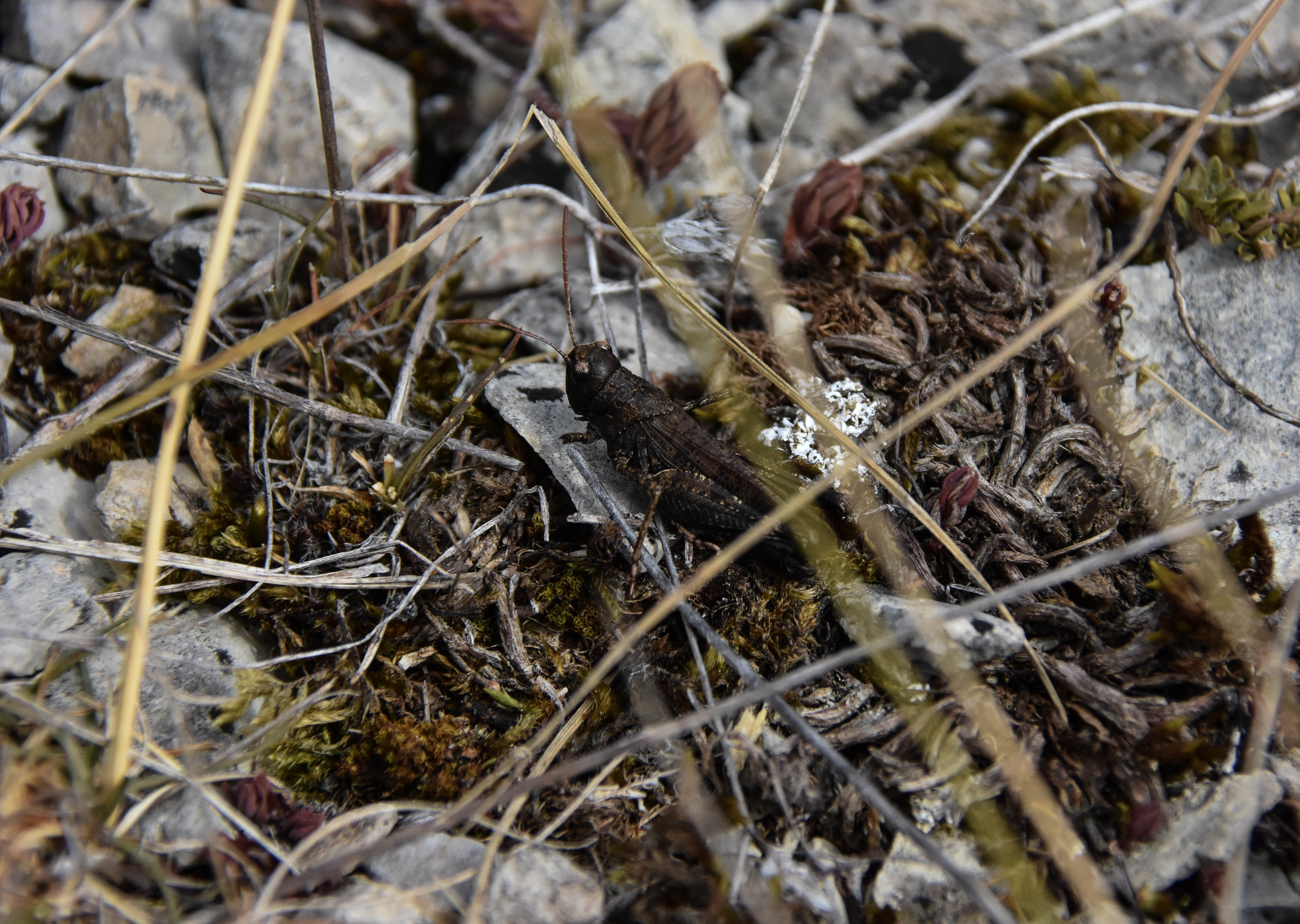
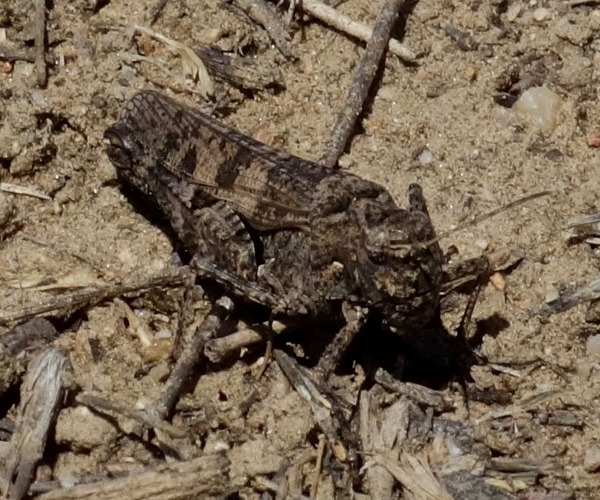
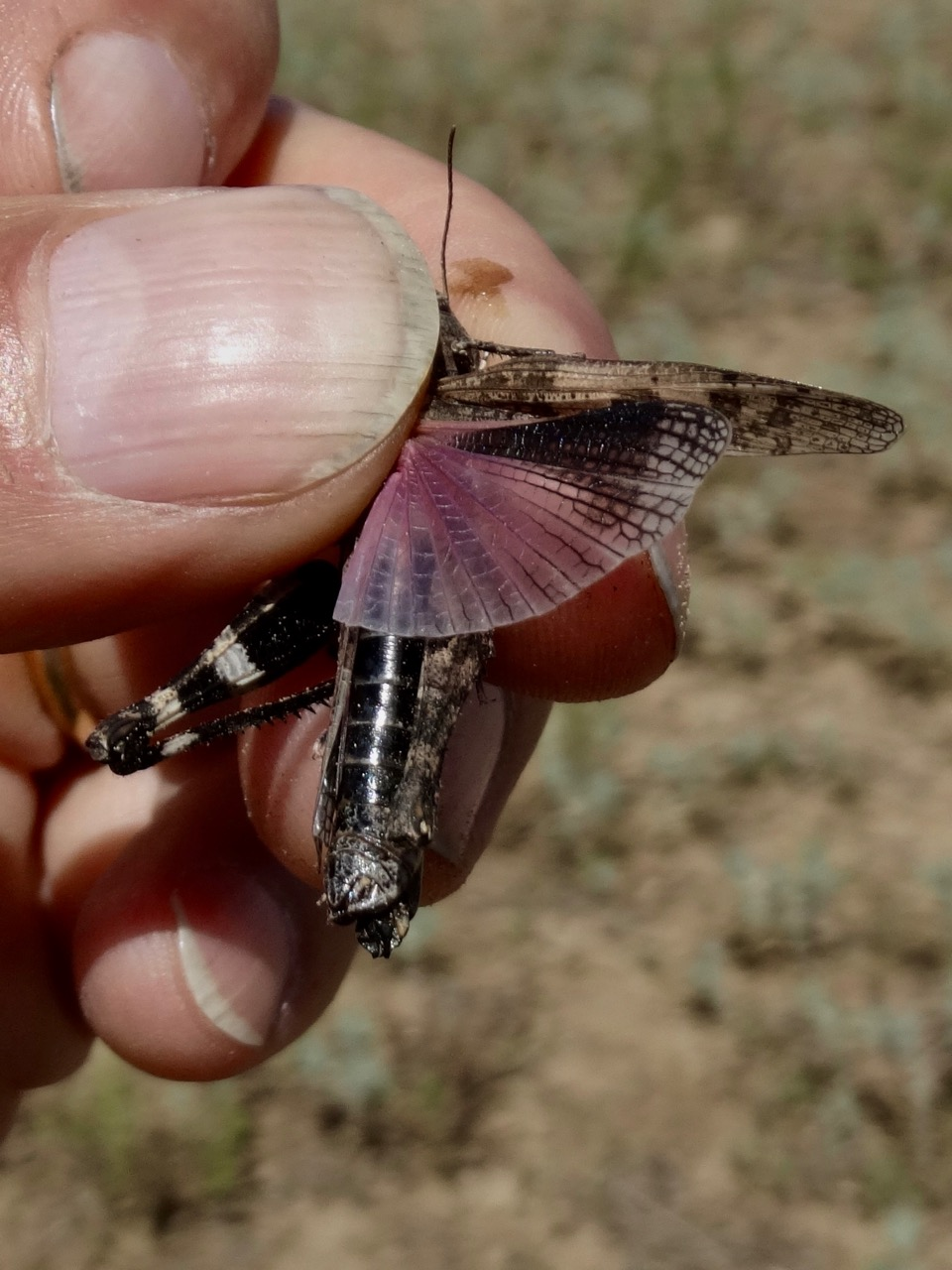